# 西安市人民体育场
西安市人民体育场是位于西安市的一座体育场，也被称为西安体育场。体育场始建于1952年，占地139亩，临近革命公园，是西安城墙内唯一一处的市级综合公共体育设施。

## 历史
在体育场建成前，体育场原址是是一个大广场，范围从人民大厦到革命公园。广场的南边，有一座中正堂，1949年后中正堂改名群众堂，并在1952年拆除，建起了人民大厦。
西安市人民体育场建于1952年。在1995年曾为八一足球俱乐部的主场使用。1996年至1998年，陕西国力足球俱乐部将西安体育场作为主场使用，后球队将主场搬到陕西省体育场。
2014年，计划对体育场进行改造，保留并重建原有主体育场，在西北侧新建综合球馆及配套的小型训练馆，在东北侧新建游泳馆。